# 利什尼亞 (德羅霍貝奇區)
49°22′38″N 23°27′15″E / 49.37722°N 23.45417°E
利什尼亞（烏克蘭語：Лішня），是烏克蘭的村落，位於該國西部利沃夫州，由德羅霍貝奇區負責管轄，始建於1514年，面積2.99平方公里，2001年人口2,367，人口密度每平方公里790.85人。